# 破虜將軍
破虜將軍是东汉时期设立的将军称号，与虎威将军等将军称号一样都属于杂号将军之一。

## 由来
在秦代之前的将军名号只有大将军、前、后、左、右将军。西汉武帝设立有车骑将军、骠骑将军、卫将军。东汉末年由於连年混战，导致将军名号日益繁多。

## 东汉到南北朝时期
东汉末年盛行杂号将军的册封，东吴孙坚曾任此称号，而后曹魏李典也曾任，官阶为從五品，南北朝是称大为流行册封。但到唐朝时由于按战功册封，导致大量的将军称号被削减。破虜將軍这个称号也就此被废弃。 （页面存档备份，存于）